# Leucochrysa clystera
Leucochrysa clystera är en insektsart som beskrevs av Banks 1918. Leucochrysa clystera ingår i släktet Leucochrysa och familjen guldögonsländor. Inga underarter finns listade i Catalogue of Life.